# Томлинсон, Элеонор
Элеоно́р Мэй То́млинсон (англ. Eleanor May Tomlinson; род. 19 мая 1992, Лондон) — английская актриса.

## Биография
Родилась 19 мая 1992 года в Лондоне, Великобритания. Отец — актёр Малкольм Томлинсон. В детстве вместе с семьёй Элеонор переехала в Беверли, где окончила среднюю школу.
Дебютировала в кино в 2005 году с ролью в фильме «Падение».
В 2010 году снялась в эпизодической роли в фильме «Алиса в стране чудес».
В 2011 году получила одну из главных ролей в фильме «Джек — покоритель великанов», который вышел в 2013 году.
В 2013 году сыграла Изабеллу Невилл в сериале «Белая королева».
В 2015—2019 годах снималась в сериале «Полдарк».

## Фильмография
| Год       |     | Русское название                           | Оригинальное название               | Роль                  |
| --------- | --- | ------------------------------------------ | ----------------------------------- | --------------------- |
| 2005      | тф  | Падение                                    | Falling                             | маленькая Дафна       |
| 2006      | ф   | Иллюзионист                                | The Illusionist                     | юная Софи             |
| 2008      | ф   | Ангус, стринги и поцелуи взасос            | Angus, Thongs and Perfect Snogging  | Джес                  |
| 2008      | тф  | Эйнштейн и Эддингтон                       | Einstein and Eddington              | Агнес Мюллер          |
| 2009      | с   | Приключения Сары Джейн                     | The Sarah Jane Adventures           | Ив                    |
| 2010      | тф  | Деревня                                    | Hepzibah - Sie holt dich im Schlaf  | Кирстен Шварц         |
| 2010      | ф   | Алиса в стране чудес                       | Alice in Wonderland                 | Фиона Чаттавэй        |
| 2010      | тф  | Потерянное будущее                         | The Lost Future                     | Майру                 |
| 2013      | ф   | Джек — покоритель великанов                | Jack the Giant Killer               | принцесса Изабелла    |
| 2013      | ф   | Сибирское воспитание                       | Educazione siberiana                | Ксения                |
| 2013      | с   | Белая королева                             | The White Queen                     | Изабелла Невилл       |
| 2013      | с   | Пуаро Агаты Кристи                         | Agatha Christie's Poirot            | Алиса Каннингем       |
| 2013      | с   | Смерть приходит в Пемберли                 | Death Comes to Pemberley            | Джорджиана Дарси      |
| 2014      | ф   | Проклятье Штирии                           | The Curse of Styria                 | Лара                  |
| 2015      | кор | Странный вид                               | A Stranger Kind                     | Лили                  |
| 2015—2019 | с   | Полдарк                                    | Poldark                             | Демельза Полдарк      |
| 2016      | ф   | Бездомные кошки                            | Alleycats                           | Дэнни                 |
| 2016      | ф   | Революция: Новое искусство для нового мира | Revolution: New Art for a New World | Любовь Попова         |
| 2017      | ф   | Ван Гог. С любовью, Винсент                | Loving Vincent                      | Аделин Рево           |
| 2018      | ф   | Колетт                                     | Colette                             | Джорджия Рауль-Дюваль |
| 2018      | с   | Испытание невинностью                      | Ordeal by Innocence                 | Мэри Дюран            |
| 2019      | мтф | Война миров                                | The War of the Worlds               | Эми                   |
| 2020      | ф   | Любовь. Свадьба. Повтор                    | Love Wedding Repeat                 | Хейли                 |
| 2021      | с   | Невероятные                                | The Nevers                          | Мэри Брайтон          |
| 2021      | с   | Интергалактик                              | Intergalactic                       | Кэнди                 |
| 2021      | с   | Преступники                                | The Outlaws                         | Габби                 |
| 2022      | ки  | Squadron 42                                | Squadron 42                         | Ребекка Трехо         |
| 2023      | с   | Маленький огонёк                           | A Small Light                       | Тесс                  |
| 2024      | с   | Один день                                  | One Day                             | Сильви                |

## Награды и номинации
| Год  | Награда                               | Категория                             | Работа  | Результат |
| ---- | ------------------------------------- | ------------------------------------- | ------- | --------- |
| 2016 | Телевизионный фестиваль в Монте-Карло | Лучшая актриса драматического сериала | Полдарк | Номинация |
| 2016 | TV Choice Awards                      | Лучшая актриса                        | Полдарк | Номинация |